# Cuarteto Imperial
El Cuarteto Imperial es un conjunto de cumbia originario de Colombia que cosechó éxitos y relevancia internacional en la década de 1960. El inicio de su época dorada comenzó en 1964 en Argentina, desde donde fueron reconocidos en toda América del Sur, con giras que incluyeron prácticamente todos los países del hemisferio, y destinos tan distantes como Australia. Luego de  medio siglo han grabado 95 discos LP  con ventas que han superado los 40 millones de unidades.
Muchas de las cumbias, compuestas por su director Heli Toro Álvarez, como «Río Mamoré», «Caramelo Santo», permanecen como repertorio clásico del género en la memoria de toda una generación.

## Formación
El grupo se formó en 1961 en Manzanares, departamento de Caldas, Colombia, al reunirse el maestro de música Heli Toro Álvarez, quien en aquel tiempo lideraba una peña folclórica, con los hermanos Octavio y  Juan de Dios Acosta Arias, que venían de participar en el Trío Rubí, conjunto que formaban con un primo.
Heli sumó a Antonio Muñoz Álvarez, y el primo de los Acosta Arias abandonó al trío Rubí, con lo que quedó formado el nuevo grupo, con el nombre inicial de «Heli Toro y su trío imperial».
De acuerdo a la versión de Heli Toro, «luego de estudios en el Conservatorio de Manizales, Heli Toro conforma el Trío Imperial interpretando música colombiana folclórica e internacional. Tiempo más tarde en Quimbaya se incorporará un elemento más», pero Acosta Arias señala que «en realidad fue un directivo de sello Victoria ( Cali ) quien sugirió el cambio de nombre a Cuarteto Imperial, como una forma comercial más simple». De ahí en adelante la agrupación comenzó una gira por Ecuador, Perú, Bolivia y Argentina donde logra un rotundo éxito.

## Integrantes fundadores
Los integrantes originales del grupo fueron:
- Heli Toro Álvarez (Manzanares, Caldas; 1929): Acordeón , coros y solista vocal .
- Antonio Muñoz Álvarez (Medellín, Antioquia;1931 - Ciudad de México; 2023): guitarra, guacharaca y maracas, coros y solista vocal,.
- Juan de Dios Acosta Arias (Santuario, Risaralda; 1941): guitarra y bajo, coros y solista vocal.
- Octavio Acosta Arias (Santuario, Risaralda; 1943): Timbales, coros y solista vocal.

Esta formación con sus 4 fundadores fue la que plasmó el sello del grupo en Argentina.
Se separan en 1970 y Heli Toro Álvarez continua con el Cuarteto Imperial debido a que la marca es de su propiedad. Desde comienzos de los años 70 se sumó el cantante argentino Miguel Céjas, quién renunció en 1979 por convertirse al evangelio. 
Los hermanos Acosta Arias y Antonio Muñoz siguen en otras agrupaciones.
Actualmente Heli Toro Álvarez de 91 años reside en Colombia y continúa con su Cuarteto Imperial.
Antonio Muñoz Álvarez de 89 años reside en México desde 1972.
Juan De Dios y Carlos Maristan, de 79 y 77 años respectivamente, residen en Argentina desde 1964 y siguen recorriendo los escenarios como Los Fundadores del Imperial.

## Discografía Parcial
- Adiós, Adiós Corazón (1964)
- Nuevamente (1964)
- Colombianísimo (1965)
- De Colombia Con Ritmo (1965)
- De Colombia A La Argentina (1965)
- Boleros (1966)
- Sensacional (1966)
- Latino, Si Gusta (1966)
- Con Todo (1967)
- Sabor A Colombia (1967)
- Ritmo De Locura (1968)
- El Cuarteto De Oro (1968)
- Gooool (1969)
- Ay qué calor ! (1969)
- A Bailar (1970)
- Los Más Grandes Exitos (1970)
- A Todo Ritmo (1970)
- El Manganga (1971)
- Felices Fiestas (1971)
- Palmeras (1972)
- Al Son De Las Palmas (1972)
- Serafina (1973)
- Hagan El Pasito (1973)
- Sigan Haciendo El Pasito (1974)
- La Fiesta Linda (1974)
- Con Una Sonrisa Se Vive Mejor (1975)
- Bailando De Noche, Bailando De Día (1975)
- Felicidades (1976)
- Argentina Bonita (1976)
- Uno, Dos, Tres (1977)
- Para Todo El Mundo (1977)
- La Lancha Del Amor (1978)
- Continuado/Súpermosaico (1978)
- Continuado II/Súpermosaico II (1979)
- Saboreando (1979)
- Su Edad De Oro (1980)
- El Rey (1980)
- Continuado III/Súpermosaico III (1980)
- Lanza Perfume (1981)
- De 4 A 90 Años (Continuado/Súpermosaico IV) (1981)
- Fiesta Latinoamericana (Continuado V/Súpermosaico V) (1982)
- A Bailar Con Alegría (Continuado VI/Súpermosaico VI) (1983)
- Golpe Con Golpe (1984)
- 20 Años De Éxitos (1984)
- El Continuado Espeluznante (1985)
- El Nuevo Sonido (1985)
- Por Las Calles Del Éxito (1985)
- Los 14 Golazos (1986)
- Muchacha De Risa Loca (1986)
- La Alegría De Vivir (1987)
- Agüita E' Coco (1988)
- Freddy Toro y su cuarteto - Enamorandose (1989)
- Enséñame A Volver A Amar/Cuarteto Imperial 93 (1993)
- El Cuarteto De La Felicidad (1994)
- El Imparable Del Cuarteto Imperial (1994)
- El Auténtico (2000)
- Bailando Sin Parar (2005)
- Sonríe Con El Monstruo (2006)
- Loco Enamorado (2007)
- Para Bailar Y Bailar (2008)
- Sabes Que Te Quiero (2010)
- El Baile Del Indio (2013)
- El Pescador (2015)

## Filmografía
- Cosa de locos (1981)
- La bailanta (1995)